# Amrasca delhiensis
Amrasca delhiensis är en insektsart som beskrevs av Sohi, Mann och Shenhmar 1987. Amrasca delhiensis ingår i släktet Amrasca och familjen dvärgstritar. Inga underarter finns listade i Catalogue of Life.